# Qu'ils s'en aillent tous !
Qu'ils s'en aillent tous !, sous-titré Vite, la révolution citoyenne, est un essai politique de Jean-Luc Mélenchon publié en 2010.
Mélenchon, député européen socialiste et président-fondateur du Parti de gauche, publie son livre deux ans avant la prochaine élection présidentielle, alors qu'il n'est pas encore officiellement candidat. Il y critique avec véhémence les politiques libérales et tous ceux qu'il considère comme faisant partie des élites. Il met aussi en avant plusieurs points de son futur programme électoral.
Proposé à petit prix, le livre connaît un important succès. Il est vendu à plus de 80 000 exemplaires en un an.

## Contenu
Dans Qu'ils s'en aillent tous !, Jean-Luc Mélenchon attaque patrons, libéraux, oligarques, élites, journalistes, c'est-à-dire tous ceux qu'il qualifie de « profiteurs » et de « parasites ». Ce brûlot servant à sa précampagne pour l'élection présidentielle de 2012 (il ne présente sa candidature que quatre mois plus tard), il y propose un avant-goût de programme électoral, : nouvelle République, partage des richesses, « planification écologique » et plus grande souveraineté de la France face à l'Union européenne et aux États-Unis.
Dedans, Mélenchon vante une révolte du peuple, une « révolution citoyenne » qui viendraient par les urnes. Il met en avant les politiques de gauche menées en Amérique latine, qu'il prend comme exemple de révolutions citoyennes, et dans lesquels il puise ses inspirations. Le titre de son ouvrage est d'ailleurs emprunté au slogan « Que se vayan todos » de la gauche argentine et du mouvement Piquetero scandé lors de crise économique en 2001. Le « tous » fait référence à « l'élite corrompue ». La « révolution citoyenne » vient elle d'Équateur.
Le livre bénéficie d'une réédition en petit format chez J'ai lu en novembre 2011, peu après que Jean-Luc Mélenchon ait lancé sa campagne officielle,.

## Style et analyse
Dans Qu'ils s'en aillent tous ! Jean-Luc Mélenchon n'hésite pas à attaquer avec vigueur ses adversaires politiques, les qualifiant de tous les noms, et ce parfois en délaissant l'analyse approfondie pour sa critique,. Il annonce dès la première page qu'il « assume » tout ce qu'il écrit et qu'il n'a pas peur de provoquer ou de heurter. Il se défie aussi des accusations de populisme auquel il s'expose ; il assume aussi ce « carton rouge » qui ne peut que provenir de « donneurs de leçons qui tiennent le haut du pavé ».
La journaliste Titiou Lecoq observe différents procédés et registres littéraires utilisés. En premier lieu, Mélenchon déshumanise ses adversaires, et va jusqu'à en animaliser certains (Liliane Bettencourt « a les requins à domicile, [...] ses larbins la picorent vive »). Un procédé qu'il n'utilise pas que contre des humains : la banque BNP Paribas « est gorgée comme une tique sur le cou d'un chien errant ». Par opposition à ces « ectoplasmes » libéraux, il propose un programme intitulé « L'humain d'abord ». La virulence de ses propos s'illustre aussi par usage important du point d'exclamation.
Lecoq observe également une personnification diabolique du marché. Une nouvelle fois, l'inanimé devient une entité vivante ; ainsi la « main invisible du marché » (dans une vision opposée à celle d'Adam Smith) et « le monstre » reviennent à de multiples occurrences. De cette façon, l'homme politique fait appel aux pulsions et aux sentiments du lecteur ou de la lectrice plus qu'à l'argumentation, en voulant les effrayer. Enfin, Mélenchon use à plusieurs reprises du registre de la maladie, toujours dans le but d'apeurer. Le sociologue Pierre Birnbaum et Titou Lecoq relèvent en exemple « le poison de la résignation », le « cancer de la finance » et son « virus » qui a « contaminé » les dirigeants. Birnbaum remarque que c'est un vocabulaire fréquent dans les discours populistes,.
L'essayiste Stéphane Rozès et l'analyste pour l'Ifop Frédéric Dabi voient dans ces expressions la volonté de « parler au peuple à la façon du peuple », et donc d'incarner une candidature « populaire » de gauche à l'élection présidentielle. Une candidature opposée à celle des élites, incarnée par le favori du Parti socialiste Dominique Strauss-Kahn. Pour son camarade Éric Coquerel, Mélenchon « exprime la colère populaire avec les mots du peuple ».
Tout au long de l'ouvrage, le futur candidat d'une coalition de gauche s'approprie plusieurs formules venant d'autres formations politiques que la sienne : l'expression « notre peuple » du Parti communiste français, l'argent « volé [à] reprendre [à] ceux qui se goinfrent » du Nouveau Parti anticapitaliste. Il évoque les « profiteurs » à la manière d'Arlette Laguiller (Lutte ouvrière) et, imitant le secrétaire général du Parti communiste Georges Marchais, sa volonté de « prendre tout » au-dessus d'un plafond maximal de salaire,.

## Critique
Les critiques voient Qu'ils s'en aillent tous ! comme un livre « coup de gueule » (Le Point) où Jean-Luc Mélenchon « tire tous azimuts » (Le Monde) sur ses ennemis politiques — libéraux et oligarques en première ligne, mais aussi ses anciens alliés du Parti socialiste (PS) qu'il a quitté.
Les faits d'animaliser et d'insulter ses adversaires mais aussi d'user des émotions des lecteurs ne plaît pas à tous et toutes. Dans un article pour Slate, Titiou Lecoq considère que ce sont des « métaphores faciles » qui permettent à Mélenchon d'« éviter toute argumentation un peu poussée ». Et faire passer le jugement avant l'analyse ne lui servirait pas : il « mène le débat politique au point zéro de la réflexion » et va jusqu'à « annihiler sa pensée ». Sylvia Zappi du Monde ressent ce même vide ; l'homme politique, « habitué à des démonstrations argumentées, étayées par des références historiques », « tombe à plat » avec cet essai aux « propos parfois excessifs ».
Anna Cabana, dans un article pour Le Point, développe un point de vue différent. D'après elle, le livre de Mélenchon est « articulé politiquement » et l'auteur parvient à « dire des horreurs avec humour », « sans pour autant devenir antipathique ». Elle y voit une représentation de son dessein politique : une révolution, un changement qui serait à la fois brutal et joyeux. Pareillement, Frédéric Dabi, interrogé par le même magazine, trouve que cela apporte une « vraie authenticité » à son discours.
Lorsque Jean-Luc Mélenchon parle des journalistes, « on nage en plein délire » pour Titiou Lecoq. Elle voit une mégalomanie dans ses paroles. Il écrit qu'il serait une cible privilégiée des médias, et que grâce à lui « nombre de responsables [politiques] de tous bords [...] ne se laissent plus marcher sur les pieds dans les interviews ». Lecoq fait remarquer qu'il n'est pas le seul à leur « parler fort et cru », pour reprendre ses propos. Elle considère aussi qu'il a faux de dire être dangereux pour certains journalistes (« Madame Ferrari, elle a une raison de me détester. Si j'arrive au gouvernement, je vais lui prendre 760 000 euros sur son million annuel. »), sur-estimant ses possibilités de mener à bien son projet politique et la peur qu'il peut procurer chez les riches.

## Ventes et revenus
Qu'ils s'en aillent tous ! est publié durant une « montée en puissance médiatique » de Jean-Luc Mélenchon, d'après les termes du Monde. L'homme politique, qui se voit attribuer un score semblable à celui d'Olivier Besancenot dans les sondages sur l'élection présidentielle (6 à 7 %), est alors très présent à la télévision, sur Internet, dans la presse, mais aussi en manifestations. Le 7 novembre, son passage dans l'émission de Michel Drucker Vivement dimanche, diffusée sur France 2, est vu par 3,7 millions de téléspectateurs,.
Profitant de cette exposition médiatique, le livre bénéficie de ventes importantes. Il domine le tableau des ventes d'essais de politiques de la rentrée 2010, avec, d'après Edistat, 16 200 ouvrages vendus durant son premier mois de commercialisation, soit 6 000 de plus que le deuxième du classement. Son éditeur Flammarion communique le nombre de 30 000 ventes en deux semaines. Le mois suivant, il est réimprimé pour la troisième fois. En janvier 2011, après les fêtes de Noël, le livre dépasse la barre des 50 000 exemplaires vendus, un succès qui fait qu'il est qualifié à plusieurs reprises de best-seller,. En novembre de la même année, il totalise 80 000 ventes, un résultat exceptionnel pour un essai politique.
Paris Match rapporte que dès son premier rendez-vous avec Flammarion, Jean-Luc Mélenchon demande que le prix du livre grand format soit de dix euros, afin qu'il soit accessible au plus grand nombre. Pour la même raison, il demande  une impression en gros caractères. L'édition poche parue en 2011 ne coûte elle que trois euros. Pour obtenir ces prix bas, il refuse ses à-valoir. Il réitère cette technique gagnante pour l'édition de son programme de campagne. Mélenchon dit ne rien percevoir des ventes du livre : il reverse les revenus qu'il en tire à son parti le Parti de gauche (7 500 € en 2010 et en 2011, le maximum légal) et à son association politique Politique à gauche (70 000 €).

## Éditions
- Flammarion, coll. « Docs, témoignages, essais », octobre 2010, 144 p.  (ISBN 978-2-08-125133-5)
- J'ai lu, coll. « J'ai lu Documents » no 9762, novembre 2011, 128 p.  (ISBN 2-2900-3976-4)
Avec une postface inédite.